# Exotisch avontuur

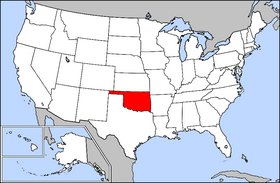
Locatie van Oklahoma

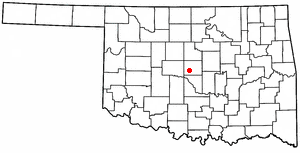
De locatie van Oklahoma City.

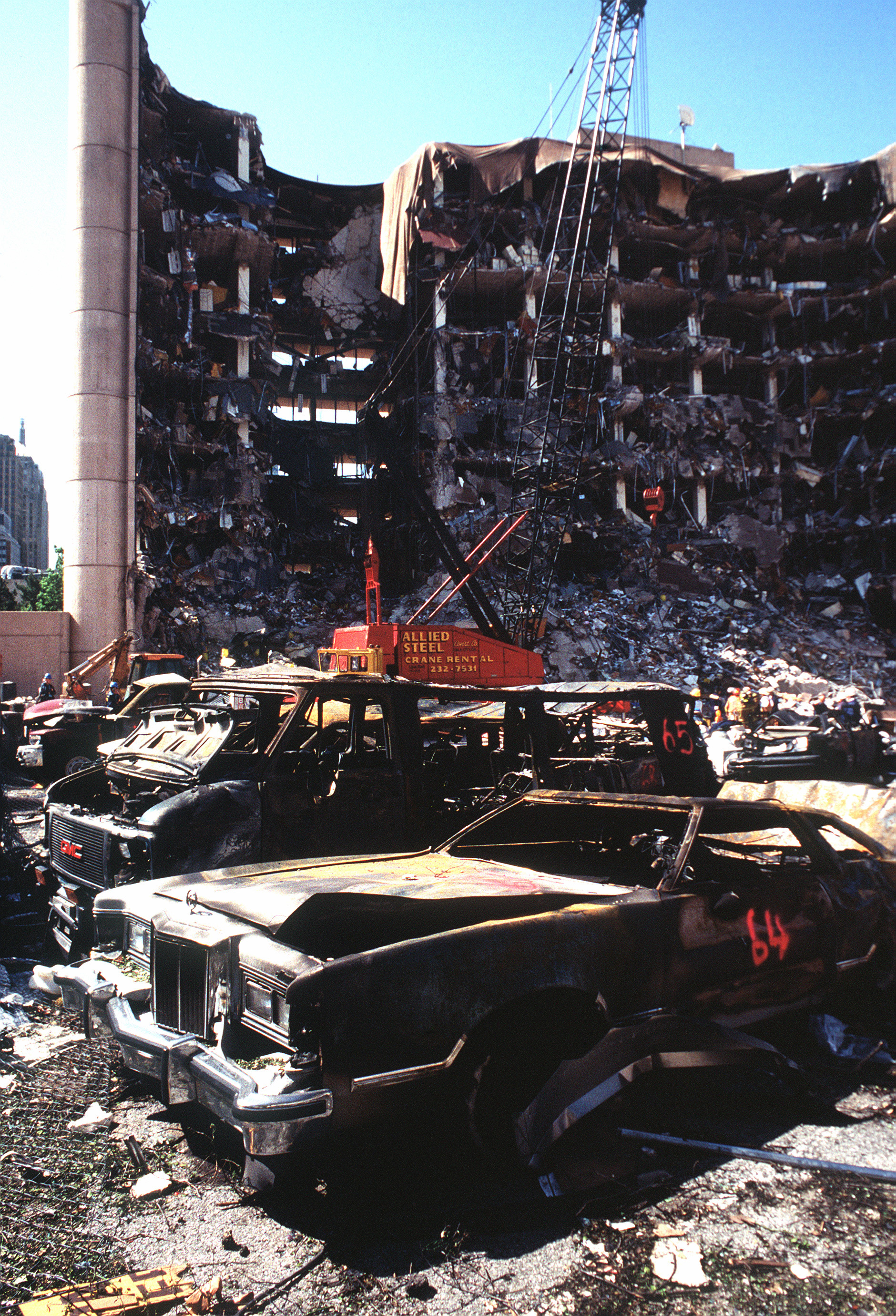
De overblijfselen van het Alfred P. Murrah Federal Building na de explosies.

Exotisch avontuur is een spionageroman van auteur Gérard de Villiers en het 120e deel uit de S.A.S.-reeks met als protagonist de Oostenrijkse prins en freelance CIA-agent Malko Linge.

## Het verhaal
Bij de bomaanslag in Oklahoma City met een autobom op een overheidsgebouw in Oklahoma City komen 168 personen om het leven. Hoewel de FBI al snel de dader van de aanslag oppakt, twijfelt de Central Intelligence Agency of deze Timothy McVeigh wel de dader is aangezien hiervoor tastbare bewijzen en informatie over de gebruikte explosieven ontbreken.
De CIA vermoedt dat de aanslag deel uitmaakt van een veel groter complot. Kleine brokken met informatie wijzen namelijk in de richting van professionals en dat de aanslag zeer zorgvuldig is voorbereid.
Malko wordt door de CIA op onderzoek uitgestuurd en achterhaalt dat in een zijvleugel op de vierde verdieping van het overheidsgebouw een speciaal onderzoeksteam van de Drug Enforcement Administration was gehuisvest. Dit team deed onderzoek naar relaties tussen de Mexicaanse drugshandelaren en Amerikaanse politici. Zijn de financiers van de verkiezingscampagnes mogelijk drugsnarco's? Malko komt op het spoor van “John Doe”. Zou deze het antwoord op deze prangende vraag kunnen geven?

## Personages
- Malko Linge, een Oostenrijkse prins en CIA-agent;
- Chris Jones, een Amerikaanse CIA-agent;
- Milton Brabeck, een Amerikaanse CIA-agent.

## Waargebeurde feiten
Het verhaal is gebaseerd op de terroristische aanslag met een autobom gepleegd op het Alfred P. Murrah Federal Building, een overheidsgebouw in de Amerikaanse stad Oklahoma City. Bij de aanslag vielen 168 doden en 800 gewonden. De aanslag zou zijn gepleegd door Timothy McVeigh en Terry Nichols.